# Gmina Buteł
Gmina Buteł (mac. Општина Бутел) – gmina tworząca jednostkę administracyjną Wielkie Skopje, będąca częścią skopijskiego regionu statystycznego (скопски регион).

## Demografia
Według spisu z 2002 roku gminę zamieszkiwało 36 154 osób. Pod względem narodowości większość mieszkańców stanowią Macedończycy (62,25%), a wśród mniejszości narodowych największą grupę tworzą Albańczycy (25,19%), pozostali zaś (12,56%).
W skład gminy wchodzi:
- 8 osiedli: Radiszani, Skopje Sewer, Buteł 1, Buteł 2, Liubotenski Pat, Wizbegowo, Liubanci, Liuboten.